# Santuario Madonna della Basella
Il santuario di Santa Maria degli Angeli conosciuto come la Madonna della Basella è un luogo di culto cattolico della frazione Basella di Urgnano. La chiesa fu edificata in seguito a un miracolo occorso, secondo la tradizione, a una giovane nel 1356. L'edificio fu costruito grazie alle offerte delle importanti famiglie dei Visconti e di Bartolomeo Colleoni.

## Storia

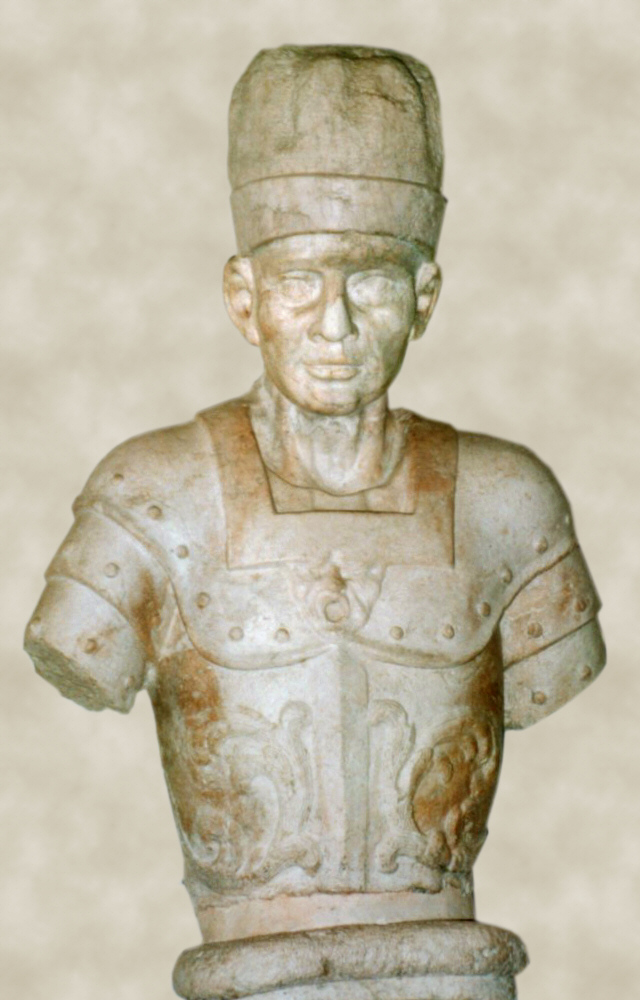
Presunto busto di Bartolomeo Colleoni conservato presso la biblioteca Angelo Mai di Bergamo

La storia della chiesa è legata alla miracolosa apparizione della Vergine occorsa, secondo la tradizione, la mattina dell'8 aprile 1356 a una giovane figlia di agricoltori, Marina di Pietro. La sua edificazione fu possibile grazie ai contributi della famiglia Visconti, in particolare Bernabò, che si interessò dalla sua edificazione ai lavori del santuario, seguendone personalmente la costruzione e donando l'11 giugno 1356 cento fiorini d'oro.  Il 2 luglio del medesimo anno Galeazzo II Visconti, fratello di Bernabò fece visita alla chiesa fermandosi a pregare con la giovane, vegliando tutta la notte e dichiarando il mattino seguente di sentirsi guarito dalla gotta.
La chiesa fu ampliata nel 1460 per volontà di Bartolomeo Colleoni che, ritiratosi dall'attività di condottiero nel castello di Malpaga, in prossimità di Basella ma sulla sponda opposta del fiume Serio, ritenne la chiesa troppo piccola per il gran numero di pellegrini che la visitavano. L'aula fu ampliata diventando anche luogo di sepoltura dei membri della famiglia e della quindicenne figlia Medea, morta di polmonite. La salma fu poi traslata nella Cappella Colleoni a Bergamo dove era sepolto il condottiero.
Il Colleoni invitò il domenicano san Girolamo della Porta, del monastero di Santo Stefano di Bergamo, a inviare i frati a presiedere alle funzioni religiose. Fu papa Pio II ad autorizzare l'unione del nuovo nucleo monastico a quello della città orobica, nominando vicario del Capitolo dom Martino da Chiari e primo rettore fra Bernardino da Pavia.
Il nipote del condottiero, Alessandro Martinengo Colleoni, continuò la devozione del nonno contribuendo con una grossa offerta nel 1527. Quando l'ordine dei domenicani fu soppresso nel 1784 dalla Repubblica di Venezia, i locali del monastero rimasero inabitati. Nel 1808 i conti Martinengo alienarono ai Venini di Milano la proprietà, che fu poi acquistata nel 1875 dal parroco di Urgnano don Locatelli. Nel 1920 i locali del convento furono occupati dai religiosi della Congregazione della Passione di Gesù Cristo.
Nel 1921 fu incoronata la statua della Vergine alla presenza di Angelo Roncalli, futuro papa.

### L'apparizione
La fredda mattina dell'8 aprile 1356 la giovane Marina, figlia di Pietro del fu Alberto detto il Casone, semplice agricoltore che viveva dei prodotti di un piccolo appezzamento di terra, era disperata perché, recatasi nei campi, si era accerta che una coltre di brina tardiva aveva coperto i teneri germogli del campo. Piangendo si stava recando in paese ad avvisare del disastro i familiari, quando incontrò una Signora molto ben vestita con un Bambino tra le braccia la quale, dopo aver conosciuto il motivo delle lacrime, la tranquillizzò dicendole di non preoccuparsi, perché il raccolto non si era bruciato, anzi quell'annata sarebbe stata molto ricca. Le disse anche di farsi ritrovare nel medesimo luogo dopo otto giorni, e così la fanciulla fece. Alla data stabilita Marina vide ancora la bella Signora, che le disse di essere la Madre di Dio e che in quella località vi era un antico luogo di culto a lei dedicato. Doveva far scavare agli uomini nel punto da Lei indicato. Fu così che furono ritrovati i resti di un'antica chiesa mariana. Una pergamena, purtroppo andata perduta, scritta da un certo Alberico, tesoriere della chiesa, conservata presso l'archivio parrocchiale, raccontava l'evento.
Il 1º maggio del medesimo anno, il vescovo Lanfranco de Saliverti posò la prima pietra della nuova chiesa.

## Descrizione
La chiesa non ha più le caratteristiche architettoniche dell'originario edificio, di cui rimane solo un affresco sul fondo della navata destra - raffigurante l'apparizione della Madonna e la visita al santuario da parte di Galeazzo II Visconti - e l'arco originario in cotto sulla facciata a fianco dell'ingresso principale.

### Esterno
L'elegante facciata è tripartita da quattro lesene. La parte centrale ha l'accesso principale realizzato su disegno di Luigi Angelini, con la trabeazione a tutto sesto che presenta l'affresco raffigurante l'apparizione della Vergine nella nicchia dell'arco. Al centro della facciata vi è un grande rosone in cotto. Le due parti laterali presentano due accessi di minore grandezza, anch'essi sormontati da due piccoli rosoni in cotto. I tre oculi uniti formano un triangolo simbolo della Trinità. La facciata termina con il tetto a doppia capanna tipico delle chiese gotiche lombarde. A fianco c'è il grande complesso monastico.

### Interno
L'interno a unica navata ha subito nel tempo molte modifiche, che hanno rimosso alcuni altari fino al 1956. Da una relazione del 1846 risulta che vi fossero due altari, di cui quello del santo Rosario presenta ora solo un medaglione con l'immagine della Madonna. Molti affreschi sono stati coperti da altri dipinti. La chiesa conserva la tomba di Alessandro Martinengo Colleoni e della moglie Bianca, riposti qui dopo che la chiesa di Santo Stefano di Bergamo era stata distrutta per la costruzione delle mura veneziane di Bergamo nel 1561.
La cripta ospita il gruppo ligneo dell'apparizione realizzato da scultori originari di Ortisei: si compone della Madonna e dei personaggi del miracolo. La Madonna ha a fianco il Bambino grandicello nell'atto di compiere il gesto benedicente mentre nella mano destra tiene un frutto, accanto a loro inginocchiata la piccola Marina. Il gruppo, comprendente anche due grandi angeli, era portato in processione per le vie della frazione.

#### Affresco dell'apparizione
L'affresco del XV secolo è opera di autore ignoto e si compone di tre sezioni:
- a sinistra è raffigurata la scena dell'apparizione, la Madonna è assistita da un angelo; entrambi indossano l'abito rosso e hanno le braccia incrociate, segno del martirio, il cordone francescano ai fianchi simbolo dell'ordine domenicano dei predicatori;
- a destra la scena della maternità divina. La Madonna del Latte siede sul trono, a fianco Galeazzo II che indossa gli abiti da pellegrino ma con a fianco il suo bianco cavallo riccamente bardato.
- la parte centrale raffigura la Madonna Assunta vestita di rosso, con un bianco mantello simbolo della sua assunzione, composta dentro una struttura neogotica ornata di foglie rosse palmate e sorretta da quattro angeli. L'Assunta ha in mano un ramo di giglio, sullo sfondo c'è il cielo stellato.[9] La composizione racchiude un cuore e un fiore di loto, che l'artista ha voluto inserire quale messaggio religioso di umanità e di spiritualità.

### Monumento funebre ad Alessandro Martinengo Colleoni
Alessandro era figlio di Orsina Colleoni e Gerardo Martinengo e nipote del più famoso Bartolomeo. Questi espresse il desiderio testamentario di essere sepolto nella chiesa di Santo Stefano di Bergamo, e nel 1517, dopo la sua morte, la salma fu vestita dagli abiti domenicani e posta nella chiesa di Bergamo sotto la grande Pala Martinengo opera di Lorenzo Lotto, che il conte aveva commissionato e che lo raffigurava negli abiti di sant'Alessandro, in primo piano accanto alla veneziana moglie Bianca di Tomaso Mocenigo, raffigurata nei panni di santa Barbara.
Nel 1561, a causa della costruzione delle mura veneziane con porta San Giacomo, la chiesa fu demolita, la pala collocata come pala d'altare nella bergamasca chiesa di San Bartolomeo, e la salma traslata nel santuario della Madonna della Basella, con quella della moglie. Il sarcofago è posto dentro una cornice bianca, composta di due paraste a forma di colonne corinzie terminanti con una trabeazione e il timpano triangolare, dove troneggia il blasone della famiglia. L'urna, non molto grande e a forma di cofano, è di marmo rosa, e appoggia su un piedestallo sempre rosato composto da tre zampe di leone.